# Schildzapfen

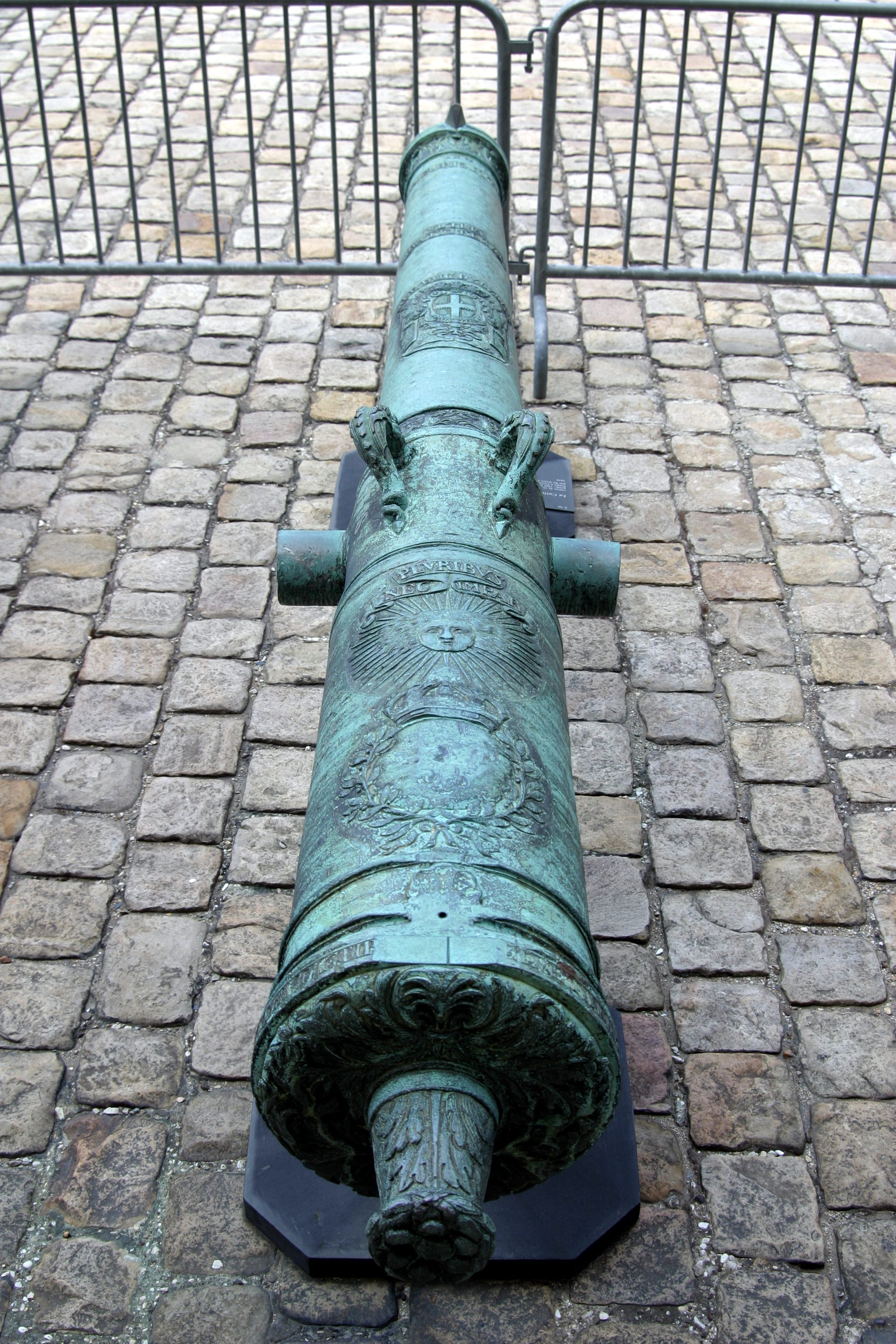
Historische Kanone mit seitlichen Schildzapfen

Schildzapfen und Höhenrichtmaschine einer 15-cm-Haubitze um 1900

Der Schildzapfen ist ein beidseitiger zylindrischer Ansatz nächst dem Massenmittelpunkt eines Geschützrohres zur Lagerung des Rohres in der Lafette. Dadurch ist das Rohr gegenüber der Lafette in der Querachse beweglich, so dass sich durch Neigungsänderung (Erhöhung) des Rohres die Schussweite verändern lässt.
Wie die Abbildung zeigt, ist das Rohr um den Schildzapfen drehbar; die Rohrerhöhung ist bei modernen Geschützen durch einen Richtkanonier oder vollautomatisch mittels eines Höhenrichtgetriebes einstellbar.
Das Wort dürfte daher stammen, dass man die Achse des Schildzapfens einer Kanone anfangs an einem geschlitzten Schutzschild lagerte; am einfachsten, indem man die zwei Zapfen gegen die Vorderseite eines geschlitzten Schutzschildes anstehen ließ, der durch Erdbeschüttung gestützt wurde.